# Vorsicht Schwiegermutter!
Vorsicht Schwiegermutter! ist ein Fernsehfilm aus dem Jahr 2005, der unter der Regie von Zoltan Spirandelli entstand. In der Komödie spielt Katharina Schüttler eine angehende Braut, die bei ihrer zukünftigen Schwiegermutter auf restriktive Ablehnung stößt.

## Handlung
Rebecca und Lutz sind ineinander verliebt und wollen bald heiraten. Die Nachricht über die kommende Hochzeit wird von allen positiv aufgenommen, außer von Lutz’ Mutter Gerlinde, die eines Tages überraschend mit ihrem Ehegatten vor der Tür des jungen Paars steht. Gerlinde, von Beruf Psychologin, ist von den Neuigkeiten nicht angetan und überzeugt, die Braut ihres Sohnes ist nicht gut genug für ihn. Sie will Rebecca loswerden und damit die nahende Hochzeit um jeden Preis verhindern. Besessen und nichts anderes mehr im Sinn habend als die zukünftige Schwiegertochter zu verschrecken, heckt sie verschiedenste Gemeinheiten aus. Rebecca ihrerseits will unbedingt die Zuneigung und den Respekt ihrer zukünftigen Schwiegermutter gewinnen. Doch bei Gerlinde beißt sie auf härtesten Granit. Dennoch will Rebecca nicht aufgeben, sie gibt zunächst klein bei und erklärt sich sogar bereit, auf ihr traumhaftes Brautkleid zu verzichten, um Gerlindes Alternative, ein scheußliches Kleid, zu tragen. Dennoch bleibt der friedliche Gang vor den Altar gefährdet und die fragile Rebecca zeigt zusehends immer mehr Kampfgeist. Die Schwiegermutter bekommt gleich zweifach die Tür vor den Kopf geschlagen, wird beim Schwarzfahren erwischt und muss sogar zum Drogentest. Schließlich gerät noch das aufgedrängte Hochzeitskleid in Flammen. Als Gerlinde Rebecca die Polizei auf den Hals hetzt und Rebecca verhaftet wird, ist die Geduld der jungen Frau am Ende. Die Braut in spe gerät in Rage. Sie schmeißt die Schwiegermutter aus der Wohnung und erteilt ihr ein Hausverbot, welches sie nur zurücknehmen wird, wenn die Schwiegermutter sich in Zukunft bessere. Für Schwägerin, Schwager und Schwiegervater, die das Urteil mit Heiterkeit aufnehmen, gilt das Hausverbot nicht. Rebecca und Lutz heiraten schließlich aus Sicherheitsgründen auf einem Heißluftballon. Die Trauung vollzieht ein eigentlich nicht schwindelfreier Pastor. Die Schwiegermutter kommt zu spät mit einem Auto angerast, fängt aber zufällig den Brautstrauß und äußert sich danach besorgt um die beiden Jungvermählten. Sie hofft, dass die beiden keinen Schnupfen bekommen, und sieht ein, dass sie schrecklich ist.

## Produktion
Die Liebeskomödie wurde von der Hager Moss Film GmbH im Auftrag von ProSieben hergestellt. Die Dreharbeiten fanden vom 2. Juni 2005 bis zum 5. Juli 2005 statt. Der Drehort lag in Berlin.

## Ausstrahlungen
Der Fernsehfilm hatte am 10. November 2005 auf dem Fernsehsender ProSieben seine Premiere.
Es folgten Premieren am 30. August 2006 in Frankreich und am 10. August 2007 in Ungarn. Auf dem österreichischen Sender ORF wurde der Film am 3. Oktober 2008 um 10:45 Uhr gezeigt. Der Film wurde mehrfach im deutschen Fernsehen wiederholt.

## Kritiken
Kino.de schreibt: „Der Zusammenprall mit den Schwiegereltern ist zwar nicht neu, wird von Jens Urban aber konsequent auf die Spitze getrieben. Mit Hingabe verkörpert Adele Neuhauser die intrigante Mutter des Bräutigams, die am Abend vor der Hochzeit sogar dessen Ex in die traute Runde einlädt. Ihr ebenbürtig ist […] Katharina Schüttler als Braut Rebecca, […] die potenziell turbulente Handlung mit angebremster Handbremse inszeniert; gerade die Produktionen von Hager-Moss haben da in der Vergangenheit des Öfteren schon ein ganz anderes Tempo vorgelegt. 
Hübsch sind hingegen die diversen Gemeinheiten.“
Das Lexikon des internationalen Films meinte: „Turbulente (Fernseh-)Komödie, die das Schreckgespenst von der bösen Schwiegermutter, die sich überflüssiger Weise in alles einmischt, noch mehr vergröbert und ins Gegenteil verkehrt.“

## Auszeichnungen
Katharina Schüttler wurde 2006 von Studio Hamburg der Günter-Strack-Fernsehpreis für herausragende schauspielerische Leistungen in den Filmen Sophiiiie! und Vorsicht Schwiegermutter! verliehen.